# Qualification de vol aux instruments

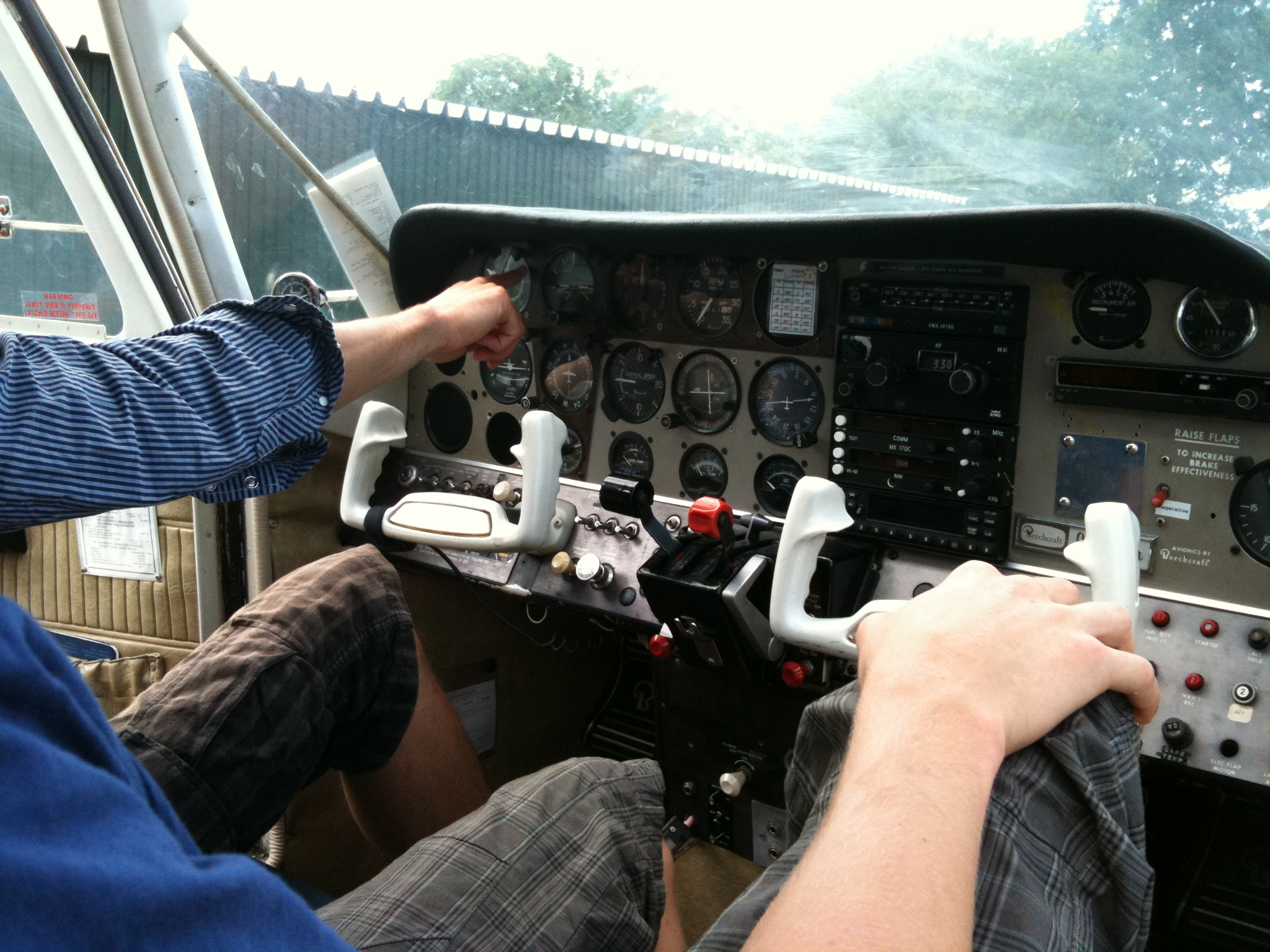
Un pilote aux commandes d'un avion

La qualification de vol aux instruments (en anglais « Instrument rating ») est  une autorisation qui permet à un pilote d'aéronef d'exercer sa fonction dans des conditions météorologiques dégradées, dites « Instrumental Meteorological Conditions » (IMC).
Elle consiste en une formation approfondie en météorologie ainsi qu'un entrainement en vol sans référence visuelle extérieure (vol aux instruments). 
En France, la qualification de vol aux instruments avion assortie de la licence de pilote professionnel est enregistrée en tant que niveau 5 au sein du répertoire national des certifications professionnelles.